# 1969年の南海ホークス
1969年の南海ホークスでは、1969年の南海ホークスの動向をまとめる。
この年の南海ホークスは、飯田徳治が1年だけ監督を務めたシーズンである。

## 概要
1968年オフに23年間指揮を執った鶴岡一人前監督の勇退を受け、飯田新監督がこの年から就任した。ユニフォームも1959年以来使われた「肩ライン」を廃止し、新たにオレンジ色を追加と一新した。1966年以来の優勝が期待されたが開幕前に前年2位躍進の原動力となった皆川睦雄、三浦清弘などの主力投手がケガで離脱し、打撃陣も野村克也がホームで相手ランナーにタックルされるケガを負い、広瀬叔功やドン・ブレイザーもシーズン途中で故障した。投打の主力が相次いでケガで離脱するとチームはシーズン中盤に球団史上最悪の15連敗を喫し、一気に最下位に転落した。ベテランの故障や不振もあり、この年ルーキーの富田勝などの若手が出場機会を増やしたが経験不足を露呈するなど誤算が続出した。8月以降は立ち直り、西鉄と5位争いを演じるものの最後は最下位でシーズンを終えた。結局、飯田監督はわずか1年で辞任し、主砲の野村が後任の監督に就任した。またブレイザーが引退し、翌年からヘッドコーチに就任した。投手陣は三浦が12勝、2年目の西岡三四郎が10勝をあげたもののチーム防御率3.56はリーグ最下位で、打撃陣も野村、広瀬などの故障でチーム本塁打が85本と落ち込み打線全体で貧打に喘いだ。カード別では、西鉄に15勝10敗1分と勝ち越してかろうじて全球団負け越しこそ免れたが、それまで得意だった阪急、近鉄にそれぞれ9勝16敗1分、9勝17敗と大きく負け越し、両球団のマッチレースをアシストする形となった。

## チーム成績

### レギュラーシーズン
| 1 | 中 | 広瀬叔功   |
| 2 | 二 | ブレイザー |
| 3 | 一 | トーマス   |
| 4 | 捕 | 野村克也   |
| 5 | 左 | 柳田利夫   |
| 6 | 三 | 国貞泰汎   |
| 7 | 右 | 樋口正蔵   |
| 8 | 遊 | 小池兼司   |
| 9 | 投 | 泉嘉郎     |

| 順位 | 4月終了時 | 4月終了時 | 5月終了時 | 5月終了時 | 6月終了時 | 6月終了時 | 7月終了時 | 7月終了時 | 8月終了時 | 8月終了時 | 9月終了時 | 9月終了時 | 最終成績 | 最終成績 |
| ---- | --------- | --------- | --------- | --------- | --------- | --------- | --------- | --------- | --------- | --------- | --------- | --------- | -------- | -------- |
| 1位  | 阪急      | --        | 阪急      | --        | 阪急      | --        | 阪急      | --        | 阪急      | --        | 阪急      | --        | 阪急     | --       |
| 2位  | 東映      | 3.5       | 近鉄      | 2.5       | 近鉄      | 0.5       | 近鉄      | 0.0       | 近鉄      | 0.5       | 近鉄      | 1.0       | 近鉄     | 2.0      |
| 3位  | ロッテ    | 4.0       | 東映      | 6.0       | 東映      | 8.0       | 東映      | 6.0       | ロッテ    | 8.0       | ロッテ    | 6.5       | ロッテ   | 5.5      |
| 4位  | 南海      | 6.0       | ロッテ    | 7.0       | ロッテ    | 8.0       | ロッテ    | 8.5       | 東映      | 14.5      | 東映      | 17.0      | 東映     | 19.5     |
| 5位  | 西鉄      | 6.0       | 南海      | 7.5       | 西鉄      | 9.0       | 西鉄      | 12.0      | 西鉄      | 15.0      | 西鉄      | 20.5      | 西鉄     | 25.0     |
| 6位  | 近鉄      | 7.5       | 西鉄      | 10.0      | 南海      | 16.5      | 南海      | 18.5      | 南海      | 22.0      | 南海      | 24.0      | 南海     | 26.0     |

| 順位 | 球団             | 勝 | 敗 | 分 | 勝率 | 差   |
| 1位  | 阪急ブレーブス   | 76 | 50 | 4  | .603 | 優勝 |
| 2位  | 近鉄バファローズ | 73 | 51 | 6  | .589 | 2.0  |
| 3位  | ロッテオリオンズ | 69 | 54 | 7  | .561 | 5.5  |
| 4位  | 東映フライヤーズ | 57 | 70 | 3  | .449 | 19.5 |
| 5位  | 西鉄ライオンズ   | 51 | 75 | 4  | .405 | 25.0 |
| 6位  | 南海ホークス     | 50 | 76 | 4  | .397 | 26.0 |

## オールスターゲーム1969
| コーチ     | 飯田徳治   |          |
| ファン投票 | 野村克也   |          |
| 監督推薦   | ブレイザー | 広瀬叔功 |

- 取り消し線は出場辞退

## 表彰選手
| リーグ・リーダー |
| ---------------- |
| 受賞者なし       |

| ベストナイン |
| ------------ |
| 選出なし     |

## ドラフト
| 順位 | 選手名   | ポジション | 所属           | 結果                 |
| ---- | -------- | ---------- | -------------- | -------------------- |
| 1位  | 佐藤道郎 | 投手       | 日本大学       | 入団                 |
| 2位  | 門田博光 | 外野手     | クラレ岡山     | 入団                 |
| 3位  | 山本功児 | 内野手     | 三田学園高     | 拒否・法政大学進学   |
| 4位  | 藪上敏夫 | 投手       | 向陽高         | 翌年シーズン後に入団 |
| 5位  | 中山孝一 | 投手       | サッポロビール | 入団                 |
| 6位  | 鈴木治彦 | 投手       | 埼玉・大宮高   | 拒否・早稲田大学進学 |
| 7位  | 堀井和人 | 外野手     | 法政大学       | 入団                 |
| 8位  | 山田克己 | 内野手     | 法政大学       | 拒否・大昭和製紙入社 |
| 9位  | 北尾一喜 | 内野手     | 高知・中村高   | 入団                 |
| 10位 | 堀内三郎 | 外野手     | 鯵ヶ沢高       | 入団                 |